# Ralf Niedmers

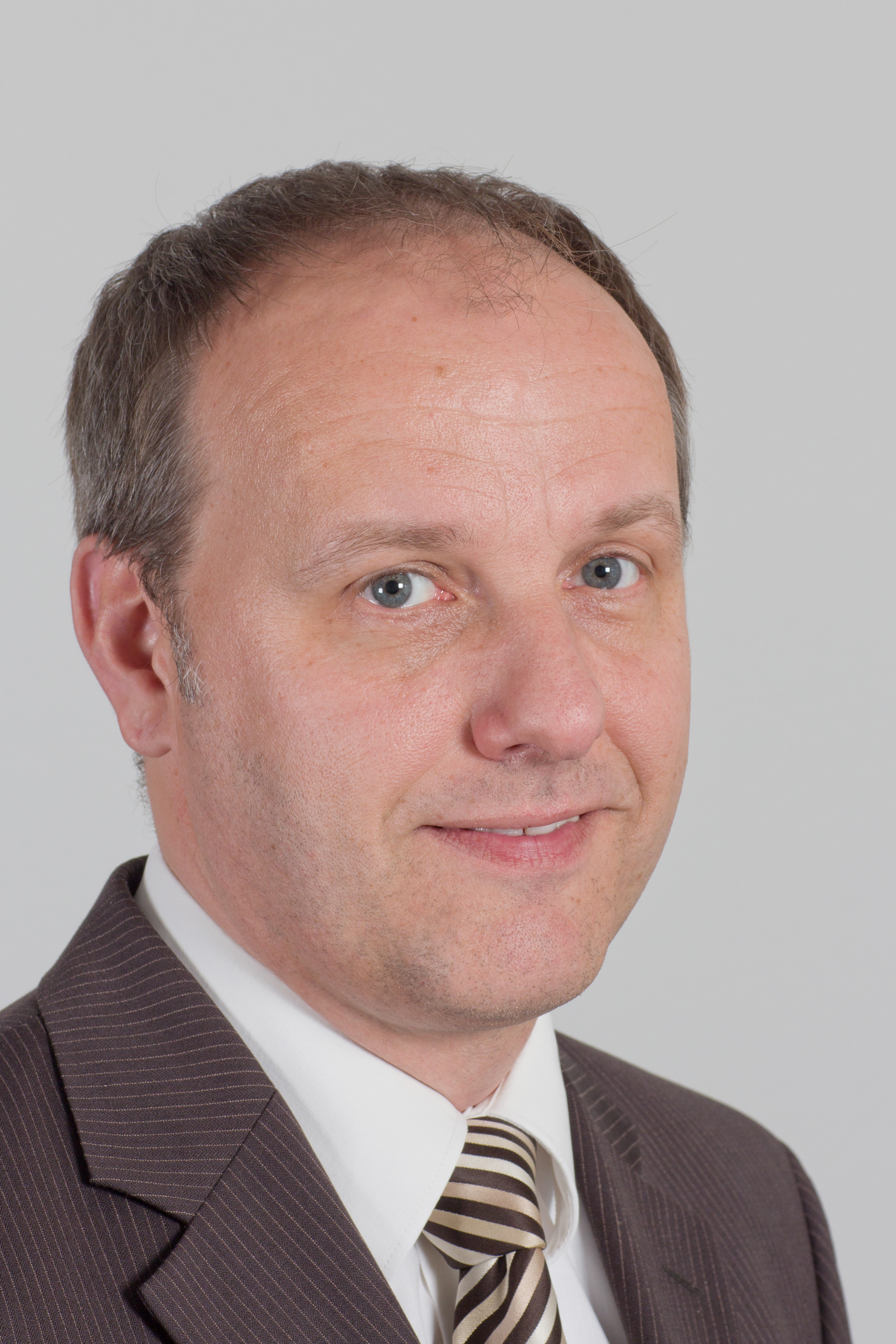
Ralf Niedmers (2011)

Ralf Niedmers (* 28. November 1967 in Hamburg) ist ein deutscher Politiker der CDU und Mitglied der Hamburgischen Bürgerschaft.

## Leben
Er ist Immobilienökonom (ebs) und war bis 2023 Vorstand der Wohnungsgenossenschaft Hamburg-Wandsbek von 1897 eG. Die WHW von 1897 eG und Ralf Niedmers haben sich wegen bestehender unterschiedlicher Auffassungen zur zukünftigen unternehmerischen Ausrichtung der WHW, insbesondere in Bezug auf die Thematik „Neubauvorhaben“ darauf verständigt, das mit Ralf Niedmers bestehende Vorstandsdienstverhältnis einvernehmlich aufzulösen. Zuvor war er Geschäftsführer der PMC Immobilienmanagement GmbH.
Von 1993 bis 1997 war er Mitglied der Bezirksversammlung Hamburg-Wandsbek. Seit Januar 1996 ist er Vorsitzender des CDU-Ortsverbandes Wandsbek. Seit dem 8. Oktober 1997 ist Niedmers Mitglied der Hamburgischen Bürgerschaft. Dort ist er Mitglied im Rechtsausschuss, dem Innenausschuss, dem Stadtentwicklungsausschuss und dem parlamentarischen Untersuchungsausschuss Elbphilharmonie. Am 26. März 2025 leitete er als Alterspräsident die konstituierende Sitzung der 23. Wahlperiode.
Er ist verheiratet mit Natalie Hochheim und hat zwei Kinder.